# دنیا راد
دنیا راد منشی صحنه و فعال فضای مجازی ایرانی است.
در جریان خیزش ۱۴۰۱ ایران دنیا راد عکسی از خود در حال نافرمانی مدنی و خوردن صبحانه بدون حجاب در یک قهوه‌خانه منتشر کرد که این عکس با اشتراک فراوان کاربران در اینترنت همه‌بین شد. اما تنها یک روز پس از آن وی توسط وزارت اطلاعات بازداشت شد و بعد از ۱۱ روز با قید وثیقه آزاد شد.

## فعالیت‌های سینمایی
دنیا راد در فیلم‌ها و سریال‌های بسیاری به‌عنوان منشی صحنه حضور داشته‌است که می‌توان به آثار زیر اشاره نمود: خانه کاغذی، اتاق تاریک، فصل ماهی سفید، شب اول هجده سالگی، در نبود کارگردان، چشم و گوش بسته، رمانتیسم عماد و طوبا، لوتیو، بیرو، حرفه‌ای، جنگ جهانی سوم، آکتور و … اشاره کرد.

## دستگیری
او در ۶ مهر ۱۴۰۱، در روزهای پس از مرگ مهسا امینی و در جریان خیزش ۱۴۰۱ ایران عکسی از خود و دختری دیگر بدون حجاب و در حال خوردن صبحانه در قهوه‌خانه‌ای در جنوب تهران منتشر کرد و نوشت: «بین کار رفتیم جوادیه صبحانه خوردیم و برگشتیم». این عکس در شبکه‌های اجتماعی با استقبال زیادی روبرو و هزاران بار در شبکه‌های اجتماعی بازنشر شد و بسیاری آن را یک نافرمانی مدنی و «نشانه‌ای از پایان دوران حجاب اجباری در ایران» ارزیابی کردند.
در تاریخ ۸ مهر دینا راد، خواهر او، از بازداشت دنیا و انتقال او به بند ۲۰۹ زندان اوین خبر داد. او در اینستاگرام خود نوشت: «پس از انتشار عکس فوق نهادهای امنیتی با خواهرم -دنیا راد- تماس گرفتند و او را برای ادای پاره‌ای توضیحات احضار کردند. پس از مراجعه دنیا به محل تعیین شده، او را دستگیر کردند. پس از چند ساعت بی‌خبری دنیا طی تماس کوتاهی با من گفت که به بند ۲۰۹ زندان اوین انتقال داده‌شده‌است. خانواده ما به شدت نگران سلامتی و امنیت دنیاست.»